# Hydrofilowość
Hydrofilowość (wodolubność) – skłonność cząsteczek chemicznych do łączenia się z wodą.
Hydrofilowe są zwykle cząsteczki, które mają duży moment dipolowy jako całość (są polarne) lub mają grupy funkcyjne o dużym momencie dipolowym. 
Istnieją cząsteczki, które są jednocześnie hydrofilowe i hydrofobowe, gdyż na jednym końcu mają grupy polarne, a na drugim niepolarne. Zjawisko takie nazywa się amfifilowością.
Hydrofilowości nie należy mylić z higroskopijnością. Związki higroskopijne muszą być z definicji również hydrofilowe, ale mają oprócz tego zdolność wchłaniania dużych ilości wilgoci. Związki, które są tylko hydrofilowe mieszają się z wodą, ale nie muszą mieć tendencji do jej wchłaniania.